# Angstsparen
Angstsparen (oder Vorsichtssparen; englisch precautionary saving) ist ein politisches Schlagwort, das ein Sparmotiv beschreibt, bei dem die Vorsicht oder Angst vor der Zukunft zum Konsumverzicht führt. Gegensatz ist das Entsparen, wenn aus Spareinlagen zusätzlicher Konsum finanziert wird.

## Allgemeines
Die Angst ist in der Psychologie objektunbestimmt und unkonkret und führt im Falle des Angstsparens zur Vermeidung von Konsumausgaben. Beim Angstsparen handelt es sich um einen gewollten Konsumverzicht aus Zukunftsangst, auch als „Streik der Verbraucher“ bezeichnet. Vorsichtssparen ist eine Komponente der Ersparnis, die sich unter anderem aus der Unsicherheit über die künftige Entwicklung des Einkommens ergibt. Der positiv konnotierte Begriff „Sparen“ wird beim „Angstsparen“ negativ konnotiert, weil Angst etwas Bedrohliches darstellt.

## Hauptsparmotive
Hauptsparmotive sind heute vor allem Zwecksparen, Vorsorgesparen und Angstsparen. Das Zwecksparen ist darauf gerichtet, in der Zukunft bestimmte größere Konsumwünsche zu ermöglichen (etwa Urlaubsreisen). Vorsorgesparen zielt darauf ab, Vermögensbildung für das Rentenalter oder für Berufsunfähigkeit zu betreiben, um dann das bisherige Konsumniveau aufrechterhalten zu können. Angstsparen soll Ungewissheiten über unerwartete Einkommensausfälle (etwa durch Arbeitslosigkeit) beseitigen.

## Volkswirtschaftslehre
Ein Angst- oder Vorsichtssparen gab es in der neoklassischen Theorie nicht, denn das einzige Sparmotiv war der Sparzins, der zur Erhöhung der Spareinlagen führte. Erst der Volkswirt John Maynard Keynes zählte in seiner im Februar 1936 erschienenen Allgemeine Theorie der Beschäftigung, des Zinses und des Geldes acht subjektive Sparmotive auf:
1. Vorsicht (englisch precaution): als Rücklage für unvorhergesehene Ausgaben;
2. Vorsorge (englisch foresight), um für künftige vermehrte Ausgaben gerüstet zu sein;
3. Berechnung (englisch calculation), um Zinserträge und Wertsteigerung nutzen zu können;
4. Verbesserung (englisch improvement), um eine verbesserte Lebenshaltung anzustreben;
5. Unabhängigkeit (englisch independence), um finanzielle Abhängigkeiten zu vermeiden,
6. Unternehmenslust (englisch enterprise), um Kapital für geschäftliche Aktivitäten zu besitzen;
7. Stolz (englisch pride), um ein Vermögen vererben zu können und
8. Geiz (englisch avarice): das beharrliche Zurückschrecken vor einer notwendigen Geldausgabe.

Für Keynes ist Sparen ein Reflex des Konsumverhaltens, der die gegenwärtige Kaufkraft stilllegen soll und keinerlei Auswirkung auf die volkswirtschaftliche Investitionstätigkeit hat. Er hielt die mangelnde Zuversicht der Wirtschaftssubjekte in die künftige Wirtschaftsentwicklung für einen wesentlichen Beweggrund.

## Wirtschaftliche Aspekte
In einer Depression nimmt im Regelfall die Sparneigung der Privathaushalte zu und die Güternachfrage und Investitionsneigung der Unternehmer ab. So ging beispielsweise in der Finanzkrise ab 2007 der private Konsum zurück, weil die Konsumenten mehr Geld hätten ausgeben können (und sollen), dies jedoch aus irrationalen Ängsten nicht taten; es kam der Begriff des Angstsparens auf.
Angstsparen findet in Finanzkrisen statt und verstärkt diese, weil der zusätzliche Konsumverzicht die Nachfrage dämpft, Schrumpfmärkte entstehen lässt und damit zu erhöhter Arbeitslosigkeit führen kann. Aus der Depression wird eine Bilanzrezession, weil Privathaushalte (und auch Unternehmen) versuchen, ihre Aktiva (Vermögen) an ihre Passiva (Schulden) anzugleichen, also zusätzliche Tilgungen vornehmen. Eine volkswirtschaftliche Krise ist insgesamt durch sinkende Produktion (mit sinkendem Bruttoinlandsprodukt), fallendes Lohnniveau, steigende Arbeitslosenquote, sinkendes Zinsniveau, Angstsparen und Investitionsstau gekennzeichnet.